# Resolutie 1199 Veiligheidsraad Verenigde Naties
Resolutie 1199 van de Veiligheidsraad van de Verenigde Naties werd op 23 september 1998 aangenomen door de VN-Veiligheidsraad met veertien stemmen voor en de onthouding van China.

## Achtergrond
Toen Joegoslavië begin jaren 1990 uiteenviel ontstond een bloedige oorlog onder de voormalige deelrepublieken, waarvan de meeste onafhankelijk werden. Eén daarvan was de confederatie Servië en Montenegro, met haar zuidelijke provincie Kosovo. Het overgrote deel van de Kosovaarse bevolking bestaat uit Albanezen, waardoor de provincie onder Joegoslavië een grote autonomie kende. Die werd na het uiteenvallen door Servië ingetrokken, waarna het verzet tegen het land aangroeide. In 1996 nam het Kosovaarse Bevrijdingsleger de wapens op. Na internationale tussenkomst kwam Kosovo onder VN-bestuur te staan, en in 2008 verklaarde het zich onafhankelijk.

## Inhoud

### Waarnemingen
De aanklager van het Joegoslavië-tribunaal had verklaard dat het gewapende conflict in Kosovo onder het mandaat van het tribunaal viel. De zware gevechten daar hadden naar schatting al 230.000 mensen op de vlucht gejaagd naar onder meer Albanië en Bosnië en Herzegovina, waarvan er naar schatting 50.000 zonder
basisvoorzieningen zaten. Ze hadden allen het recht om veilig terug te keren en Servië en Montenegro moest hen dat mogelijk maken. In Kosovo zelf was intussen een humanitaire catastrofe in de maak.
Met resolutie 1160 was gevraagd om een vreedzame oplossing waarin Kosovo een grotere autonomie zou krijgen.

### Handelingen
De Veiligheidsraad eiste dat de vijandelijkheden stopten en dat een staakt-het-vuren inging in Kosovo. Ook moesten Servië en Montenegro en de Kosovaars-Albanese leiders onmiddellijk stappen nemen om de humanitaire situatie te verbeteren en gesprekken beginnen om de crisis op te lossen. Die laatsten moesten ook de terreur afzweren, en enkel op vreedzame wijze hun doelstellingen nastreven. Verder werden de landen gevraagd personeel vrij te maken om toe te zien op het wapenembargo tegen Servië en Montenegro en humanitaire hulp te leveren. Servië en Montenegro moest ook nog meewerken met het Joegoslavië-tribunaal naar mogelijke schendingen onder diens bevoegdheid en personen die betrokken waren bij de mishandeling van burgers en de opzettelijke vernieling van eigendom berechten. Ten slotte werd beslist indien nodig nog verdere maatregelen te nemen om de vrede en stabiliteit in de regio te herstellen.

## Verwante resoluties
- Resolutie 1186 Veiligheidsraad Verenigde Naties
- Resolutie 1191 Veiligheidsraad Verenigde Naties
- Resolutie 1203 Veiligheidsraad Verenigde Naties
- Resolutie 1207 Veiligheidsraad Verenigde Naties

Lijst ·  1147 ·  1148 ·  1149 ·  1150 ·  1151 ·  1152 ·  1153 ·  1154 ·  1155 ·  1156 ·  1157 ·  1158 ·  1159 ·  1160 ·  1161 ·  1162 ·  1163 ·  1164 ·  1165 ·  1166 ·  1167 ·  1168 ·  1169 ·  1170 ·  1171 ·  1172 ·  1173 ·  1174 ·  1175 ·  1176 ·  1177 ·  1178 ·  1179 ·  1180 ·  1181 ·  1182 ·  1183 ·  1184 ·  1185 ·  1186 ·  1187 ·  1188 ·  1189 ·  1190 ·  1191 ·  1192 ·  1193 ·  1194 ·  1195 ·  1196 ·  1197 ·  1198 ·  1199 ·  1200 ·  1201 ·  1202 ·  1203 ·  1204 ·  1205 ·  1206 ·  1207 ·  1208 ·  1209 ·  1210 ·  1211 ·  1212 ·  1213 ·  1214 ·  1215 ·  1216 ·  1217 ·  1218 ·  1219